# Санта Марија Грације (Ријети)
Санта Марија Грације је насеље у Италији у округу Ријети, региону Лацио.
Према процени из 2011. у насељу је живело 116 становника. Насеље се налази на надморској висини од 362 м.